# Långgölen (Godegårds socken, Östergötland)
Långgölen är en sjö i Motala kommun i Östergötland och ingår i Motala ströms huvudavrinningsområde. Sjöns area är 0,051 kvadratkilometer och den befinner sig 124 meter över havet.